# Деяния короля Людовика VII
Деяния короля Людовика VII (лат. Gesta Ludovici VII regis, filii Ludovici Grossi) — написанное неизвестным автором около 1180 года на латинском языке повествование о Втором крестовом походе и участии в нём французского короля Людовика VII.

## Издания
- Duchesne. Historian Francorum scriptores coaetanei etc. Par. 1636—1649, в 5 том.; IV т., стр. 390 и след.

## Переводы на русский язык
- Деяния короля Людовика VII, сына Людовика Толстого / пер. М. М. Стасюлевича // История средних веков в её писателях и исследованиях новейших ученых. Том III. СПб. 1887, с. 395—400.